# Айстес-ЛСМУ
Айстес-ЛСМУ (лит. Aistės-LSMU) — литовский женский баскетбольный клуб из Каунаса. Двукратный чемпион Литвы, трижды серебряный призёр Балтийской женской баскетбольной лиги.

## Название
Клуб на протяжении многих лет выступал под патронажем Литовского спортивного университета (ЛСУ, ранее ЛККИ, ЛККА), что было отображено в названии. С 2018 года главным спонсором клуба является Литовский университет наук о здоровье (ЛСМУ).
- Виктория — 1993—1995
- ЛККИ-Виктория — 1995—1999
- ЛККА-Виктория — 2000—2007
- Айстес-Атлетас — 2007—2008
- ЛККА-Айстес — 2009—2013
- Айстес-ЛСУ-Парадис — 2013—2015
- Айстес-ЛСУ — 2016—2018
- Айстес-ЛСМУ — с 2018 года

## Достижения
- Чемпион Литвы: 1994, 2009
- Вице-чемпион Балтийской лиги: 1995, 2019, 2020